# ガイウス・セクスティウス・カルウィヌス
ガイウス・セクスティウス・カルウィヌス（Gaius Sextius Calvinus）は共和政ローマの政治家・軍人。紀元前124年に執政官（コンスル）を務めた。

## 出自
カルウィヌスは、ほとんど無名のプレブス（平民）であるセクスティウス氏族の出身である。氏族ではルキウス・セクスティウス・セクスティヌス・ラテラヌス（リキニウス・セクスティウス法の提案者）がプレブス出身で最初の執政官となったが、その後カルウィヌスまで250年近く執政官を出していなかった。凱旋式のファスティによれば、父も祖父もプラエノーメン（第一名、個人名）はガイウスであった。

## 経歴
カルウィヌスは、遅くとも紀元前127年以前には法務官（プラエトル）に就任している。紀元前124年に執政官に就任すると、前年の執政官で前執政官（プロコンスル）として軍を率いていたマルクス・フルウィウス・フラックスに加わり、南フランスでリグリア、サリエス（en）、ウォンコンティイ（en）と戦った。紀元前123年から紀元前122年にかけても、カルウィヌスはプロコンスルとしてインペリウム（軍事指揮権）を継続保有した。
カルウィヌスは現在のエクス＝アン＝プロヴァンスである「アクアエ・セクスティアエ」（セクスティウスの水）の建設で知られている。敵のエントゥレモント（en）のサルウィヌスオッピドゥム（ガリア人の城市）を破壊した後に、守備兵を置いたのが始まりである。
紀元前120年前後に、グナエウス・ドミティウス・アヘノバルブスとクィントゥス・ファビウス・マクシムス・アッロブリギクスはガリア・トランサルピナに遠征してガリア人に勝利し、この地をローマの属州に組み入れた。この遠征にはカルウィヌスも参加して顕著な役割を果たしている。カルウィヌスとフラックスは、長年ローマの同盟都市であったマッシリア（現在のマルセイユ）とすでにローマが支配していたガリア・キサルピナの間に1マイル幅の後方連絡線を確保した。彼自身も紀元前122年に3つのガリア部族に勝利しており、その勝利を讃えた凱旋式を実施している。

## アラ・カルウィニ（カルウィヌスの祭壇）

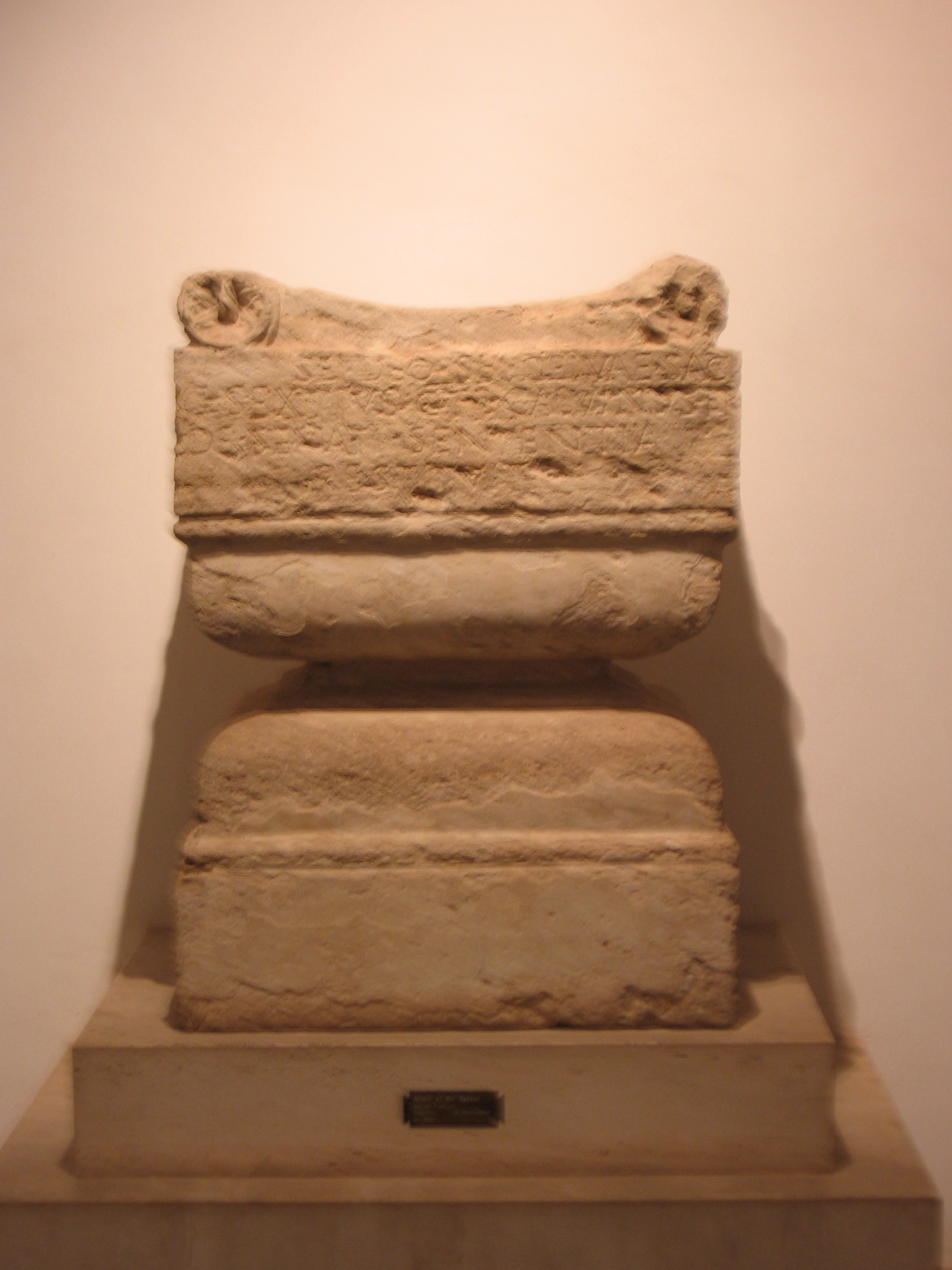
アラ・カルウィニ（パラティーノ博物館）

1829年にパラティーノの丘の西側の下にある聖アナスタシアのバシリカ（en）の近くで小さな祭壇が発見された。祭壇はトラバーチン製で、第二次ポエニ戦争頃からローマでも使われ始めた砂時計の形をしている。その碑文から、この祭壇は紀元前92年頃、カルウィヌスが修復した「Si deus si dea（神か女神か不明だが）」の祭壇であることが分かる。このため。アラ・カルウィニ（カルウィヌスの祭壇）、またはアラ・デル・イグノティ（無名の神の祭壇）と呼ばれ、パラティーノ博物館に収納されている。一般にはカルウィヌスの息子がこの修復を行ったとされているが、古典学者エルンスト・バディアン（en）は碑文研究からカルウィヌス本人であると考えている。

## 参考資料
- シケリアのディオドロス『歴史叢書』 34.23
- マルクス・トゥッリウス・キケロ『友人達への手紙』 7.2.9
- ティトゥス・リウィウス『ローマ建国史』（エピトーム） 61
- ウェッレイウス・パテルクルス『ローマ世界の歴史』 1.15.4
- ストラボン『地理誌』 4.1.5
- 凱旋式のファスティ
- エウトロピウス『首都創建以来の略史』 4.22